# アンチュ・トラウェ
アンチュ・トラウェ（Antje Traue, 1981年1月18日 - ）は、ドイツの女優。ドイツ語と英語を話すことができ、『パンドラム』で初めて英語を使う役を演じた。

## 来歴
ザクセン州ミットヴァイダで生まれる。学校の劇でジャンヌ・ダルクを演じ、舞台のキャリアが始まる。16歳の時、国際ミュンヘン芸術研究所の「Hip Hopera」で主役に抜擢され、4年間出演し、ドイツ国内、ヨーロッパ、ニューヨークでツアー公演が行われた。次に彼女はKleinruppin Forever、Berlin am Meer、Phantomschmerzなどのテレビシリーズや映画に出演するようになった。
2008年、SFスリラー映画『パンドラム』のキャストに抜擢され、デニス・クエイド、ベン・フォスターらと共演した。
2011年、『マン・オブ・スティール』のファオラ役に選ばれた。
2016年、ヴォルフガング・ペーターゼン監督が『U・ボート』以来27年ぶりに故郷ドイツで製作した『Vier gegen die Bank』に出演した。

## フィルモグラフィ

### 映画
- Verlorene Kinder (2000)
- Die Nacht davor (2003)
- Kleinruppin Forever (2004)
- Goldjunge (2006)
- Berlin am Meer (2008)
- Phantomschmerz (2009)
- パンドラム Pandorum (2009) - ナディア
- 5デイズ 5 Days of War (2011) - ゾーイ
- マン・オブ・スティール Man of Steel (2013) - ファオラ＝ウル
- セブンス・サン 魔使いの弟子 Seventh Son (2014) - ボニー・リジー
- 黄金のアデーレ 名画の帰還 Woman in Gold (2015) - アデーレ・ブロッホ＝バウアー
- クリミナル 2人の記憶を持つ男 Criminal (2016) - エルザ・ミューラー
- レッド・エージェント 愛の亡命 Despite the Falling Snow (2016) - マリナ
- ゲットバック 奪還 Vier gegen die Bank (2016) - エリザベス
- ブレイム・ゲーム Das Ende der Wahrheit (2019) - オーリス・ケラー
- ザ・フラッシュ The Flash (2023) - ファオラ＝ウル

### テレビシリーズ
- SOKO Köln (2003)
- Der Staatsanwalt (2009)